# Hans Müller-Schnuttenbach
Hans Müller-Schnuttenbach (* 24. Juni 1889 als Johann Müller in München; † 28. November 1973 in Rosenheim) war ein deutscher Maler. Er war mit 57 Werken auf der Großen Deutschen Kunstausstellung vertreten und ist damit gemeinsam mit Franz Eichhorst der dort am häufigsten gezeigte Künstler.

## Leben
Er studierte ab 1909 Gebrauchsgrafik an der Kunstgewerbeschule München und arbeitete nach seinem Abschluss als freischaffender Künstler. Im Ersten Weltkrieg wurde er mehrfach befördert und beendete seine militärische Karriere 1918 als Vizefeldwebel. Ab 1922 trug er den Namenszusatz Schnuttenbach, der auf den Geburtsort seiner Mutter Viktoria verweist.
Von 1916 bis zum Brand des Gebäudes 1931 stellte er jährlich auf den Glaspalastausstellungen aus. 1925 wurde er Mitglied der Künstlergruppe Die Frauenwörther; er war außerdem Mitglied des Münchner Kunstvereins sowie der Münchner Künstlergenossenschaft (MKG). Zwischen 1931 und 1942 stellte er mit der MKG in München aus. 
In der Zeit des Nationalsozialismus war Müller-Schnuttenbach Mitglied der Reichskammer der bildenden Künste. Für diese Zeit ist seine Teilnahme an 23 großen Ausstellungen sicher belegt. Zwischen 1937 und 1944 nahm er in München an jeder Großen Deutschen Kunstausstellung teil, wo er mit 22 verkauften Werken über 30.000 RM verdiente. Seine Werke wurden neben München unter anderem auch in Oldenburg, Berlin und Frankfurt am Main gezeigt. 
1944 wurde seine Münchner Wohnung bei einem Bombenangriff zerstört, wodurch zahlreiche seiner Arbeiten vernichtet wurden. Bis zum Ende des Zweiten Weltkriegs hielt er sich vermutlich in der Rekrutenauffangstelle im oberbayrischen Schöngau auf. Ab 1950 lebte er in Rosenheim, wo er einen ungewöhnlichen Leibrentenvertrag schließen konnte: Die Stadt garantierte ihm auf Lebenszeit eine Unterkunft, medizinische Versorgung, tägliche Mahlzeiten und eine wöchentliche Haushaltshilfe. Im Gegenzug übereignete der Maler der Stadt 400 seiner Werke. 
Er starb 1973 in Rosenheim ohne Nachkommen. Nach seinem Tod ging sein Besitz in den der Stadt über. Die Städtische Galerie Rosenheim, in der Müller-Schnuttenbach zu Lebzeiten mehrfach ausgestellt hatte, verwahrt über 1300 seiner Werke. 

## Werk
Sein malerisches Werk besteht ausschließlich aus Landschaften und Stadtansichten in naturalistischer Manier mit Anklängen an sowohl Impressionismus als auch Expressionismus. Eine ausführliche kunsthistorische Auseinandersetzung mit seinem Werk liegt nicht vor.

## Ausstellungen nach 1945 (unvollständig)
- 1949 Städtische Galerie Rosenheim (mit Emil Thoma und Karl Hermann Müller-Samerberg)[3]

- 2009 Städtische Galerie Rosenheim: Süddeutsche Malerei[4]